# Ezequiel Garay
Ezequiel Marcelo Garay (Rosario, 10 d'octubre de 1986) és un futbolista professional argentí que juga de defensa central.

## Trajectòria esportiva
Va debutar al Newell's Old Boys argentí el 2004 guanyant un torneig Apertura.
Durant la temporada 2005-06 va fitxar pel Racing de Santander on va destacar com a defensa central i va sorprendre amb una gran capacitat ofensiva, sobretot en el llançament de faltes i penals.
Va debutar amb la selecció de l'Argentina el 23 d'agost del 2007 contra la selecció noruega.
Al maig del 2008 va signar un contracte amb el Reial Madrid que el lliga amb l'entitat madrilenya durant sis anys, encara que jugaria un any més cedit al Racing de Santander. El 20 d'abril de 2011 va guanyar el seu primer títol amb el club blanc, derrotant a la final de la Copa del Rei al FC Barcelona i jugant-hi els darrers minuts. Amb l'arribada de Raphaël Varane al club blanc, i tenir per davant a altres defenses centrals com Ricardo Carvalho, Pepe, Raül Albiol o Sergio Ramos, es va acordar el seu traspàs al SL Benfica, malgrat que el Madrid es reservà el 50% dels drets sobre el jugador. El 16 de juliol es faria oficial el fitxatge del jugador pel club portuguès.
El juny de 2014 fou un dels 23 seleccionats per Alejandro Sabella per representar l'Argentina a la Copa del Món de Futbol de 2014 al Brasil.

## Palmarès
Newell's Old Boys
- 1 Torneig apertura: 2004.

Reial Madrid CF
- 1 Copa del Rei: 2010-11.

SL Benfica
- 1 Lliga portuguesa: 2013-14.
- 1 Copa portuguesa: 2013-14.
- 2 Copes de la lliga portuguesa: 2011-12, 2013-14.

Zenit St. Petersburg
- 1 Lliga russa: 2014-15.
- 1 Copa russa: 2015-16.
- 1 Supercopa russa: 2016.

València CF
- 1 Copa del Rei: 2018-19.

Selecció argentina
- 1 Medalla d'or als Jocs Olímpics: 2008.
- 1 Copa del Món sub-20: 2005.
- 1 Campionat sud-americà sub-17: 2003.